# Abū Mansūr al-Māturīdī

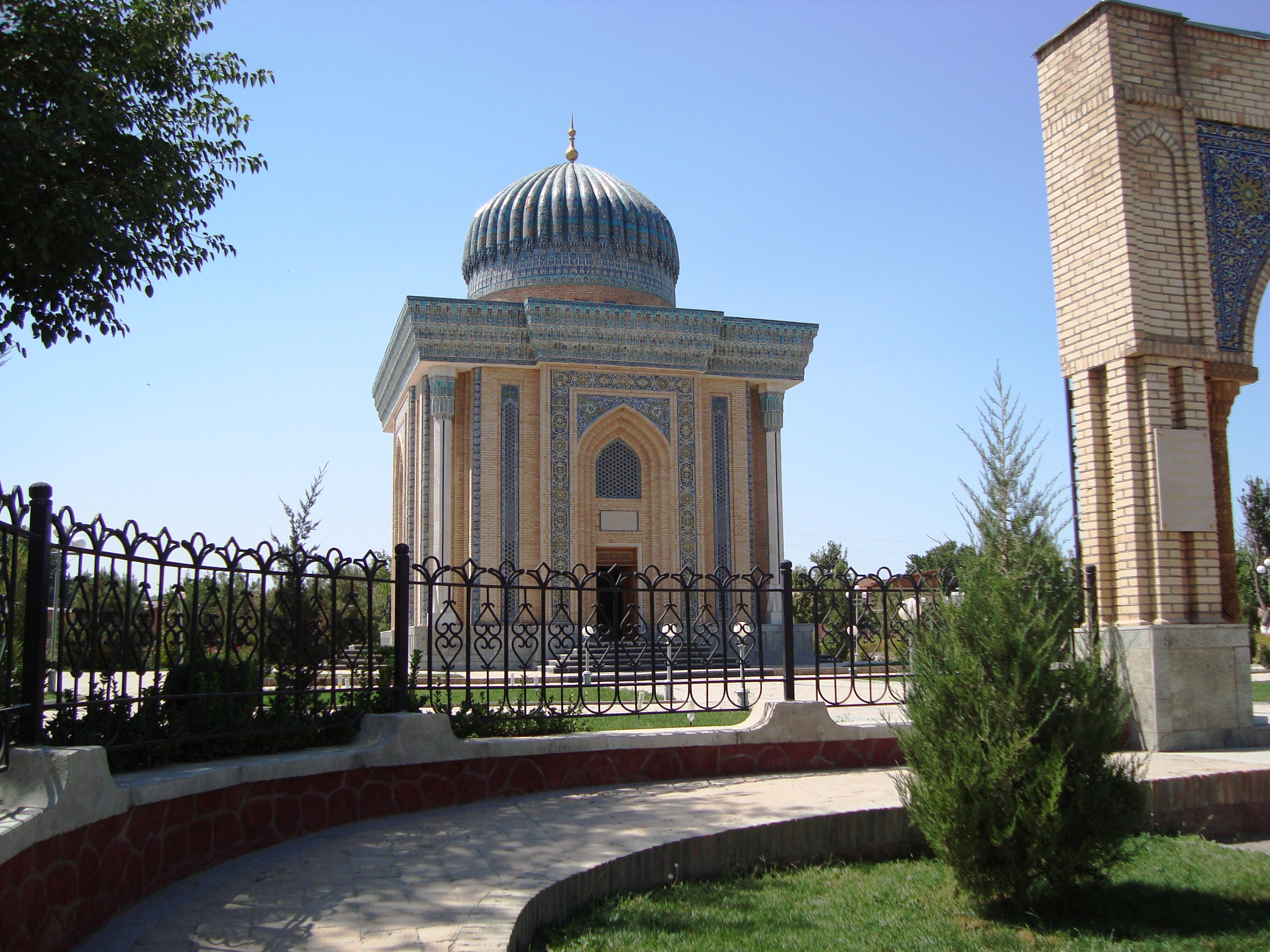
Grabheiligtum al-Maturidis in Samarkand

Muhammad ibn Muhammad ibn Mahmud Abu Mansur as-Samarqandi al-Maturidi al-Hanafi (arabisch محمد بن محمد بن محمود أبو منصور السمرقندي الماتريدي الحنفي, DMG Muḥammad b. Muḥammad b. Maḥmūd Abū Manṣūr as-Samarqandī al-Māturīdī al-Ḥanafī) (geboren 893 in Samarkand, Usbekistan; gestorben 941 ebenda) war ein usbekischer islamischer Geistlicher. Er war der Begründer der sogenannten Maturidiyya-Theologie.

## Leben
Er wurde bekannt durch seine entschlossene und leidenschaftliche Zurückweisung der Mu'tazila, die er als eine abtrünnige Sekte und seine Feinde betrachtete. Maturidi war ein Religionsgelehrter und gehörte der hanafitischen Rechtsschule an, daher stieg er zum Imam (und Theologen) dieser Rechtsschule in feineren Glaubensfragen auf, er studierte in der Stadt Maturidi, nahe Samarkand. Zu seinen Lehrern zählten Abu Nasr Ahmed ibn al-Abbas al-Iyadi, Abu Bakr Ahmad ibn Ishaq ibn Salih al-Dschuzdschani, Nusair ibn Yahya al-Balchi und Qadilqudat Muhammad ibn Mukatil ar-Razi.
Abu Nasr al-Iyadi war sein Freund und Lehrer, er war der Schüler von Abu Sulayman Musa ibn Sulayman al-Dschuzdschani der wiederum war der Schüler von Abu Yusuf und asch-Schaybani, den sogenannten hanafitischen al-Imāmain (zwei Imamen).
Abu Mansur al-Maturidi schrieb hauptsächlich Werke, um die Ansichten der Mu'tazila, Schiiten und Qarmaten zu widerlegen. Seine Theologie ist mit Ausnahme einiger Detailfragen fast identisch mit der von Abu l-Hasan al-Asch'ari. Beide gelten als wichtige Gelehrte des Ilm al-Kalam. Daher werden sie von ihren Anhängern als große Mutakallimūn gesehen.
Als seine wichtigsten Werke gelten das Kitāb at-Tauhīd (türk. Kitabül Tevhid) und der Tafsīr Ta’wīlāt Ahl as-Sunna.

## Werke
- Kitāb at-tauḥīd (Buch über den Monotheismus)
  - hg. F. Kholeif, Beirut 1970.
  - hg. B. Topaloglu / M. Aruçi, Ankara 2003.
- Kitāb Radd Awāʾil al-Adilla li-l-Kaʿbī (Buch über die Widerlegung der Mutazila)
- Radd Tahḏīb al-Ǧadal li-l-Kaʿbī (weiteres Buch über die Widerlegung der Mutazila)
- Kitāb Bayān Auhām al-Muʿtazila (Buch über die Fehler der Mu'tazila)
- Kitāb Taʾwīlāt al-Qurʾān (Buch über die Interpretationen des Koran. Ibn Abi l-Wafa’ sagte darüber: „Dieses Buch hat nicht seinesgleichen. Eigentlich kommt kein Werk unter denjenigen, die ihm in dieser Wissenschaft vorangingen, ihm gleich.“)
- Kitāb al-Maqālāt
- Maʾāḫiḏ aš-Šarāʾiʿ (über die Grundlagen der islamischen Rechtslehre)
- al-Ǧadal fī Uṣūl al-Fiqh
- Radd al-Uṣūl al-Ḫamsa
- Radd al-Imāma (eine Zurückweisung des schiitischen Konzeptes der Vorstellung vom Imamat)
- ar-Radd ʿalā Uṣūl al-Qarāmiṭa
- Radd Waʿīd al-Fussāq